# Precinct de Tamaroa No. 2
Le precinct de Tamaroa N° 2 est un precinct électoral du comté de Perry dans l'Illinois, aux États-Unis. En 2010, ce precinct comptait une population de 804 habitants.